# William Hawkins
William Hawkins, o Hawkyns (fl. 1613), fue un marino inglés que adquirió renombre por haber sido el comandante del Hector, primer buque de la Compañía de las Indias Orientales en fondear en Surat, India, en 1608 y por su viaje a Agra para negociar la autorización del emperador mogol Jahangir para abrir una factoría en el puerto de Surat.
Hawkins permaneció casi tres años en la corte del emperador mogol. Obtuvo la autorización para instalar la factoría, autorización que posteriormente fue revocada. Se casó con una nativa hija de un armenio cristiano y se le permitió regresar a Inglaterra con ella y un cuñado. Falleció en el mar a bordo del Thomas a fines de 1613. Fue sepultado en Irlanda.

## Zarpe de Inglaterra y arribo a Surat
El 1 de abril de 1607 William Hawkins zarpó de Londres al mando del Hector integrando el tercer viaje separado que la Compañía de las Indias Orientales efectuaba a Surat y Adén. Llevaba cartas y regalos del rey Jacobo I de Inglaterra.
Arribó a Surat el 24 de agosto de 1608 y en cuanto fondeó fue abordado por marinos portugueses que le manifestaron que todos los puertos de la región pertenecían al rey de Portugal. Gracias a las gestiones del virrey de Decan, Khan-Khana, se autorizó el zarpe de la nave y a él se le permitió dirigirse a Agra.

## En la corte del emperador mogol Jahangir
De Surat viajó a Agra donde estaba la corte del gran mogol, ciudad a la que llegó el 16 de abril de 1609 y donde permaneció casi tres años. El emperador Jahangir lo recibió y pudieron entenderse perfectamente en turco, idioma que ambos dominaban. El emperador le tomó afecto y lo retuvo a su lado asignándole más de £3000 al año para su mantención.
Hawkins, además de combatir las intrigas de los portugueses, se dedicó a tratar de obtener la autorización imperial para que su compañía fuese autorizada para establecer una factoría en Surat para comerciar con la India. El emperador otorgó la autorización pero puso como condición que Hawkins se desposara con una dama india. Hawkins tomó por esposa a la hija de un armenio cristiano.

## Regreso a Inglaterra
El emperador revocó la autorización para levantar la factoría inglesa en Surat y finalmente lo autorizó que regresara a Inglaterra. Salió de Agra el 2 de noviembre de 1611 con su esposa y un cuñado. Temían ser envenenados por los portugueses. Llegó a Khambhat el 31 de diciembre donde supo que naves inglesas estaban fondeadas en Surat. Salió de khambhat el 18 de enero de 1612 arribando a Surat el 26 del mismo mes.
En Surat se encontraba el capitán Henry Middleton, que iba al mando del sexto viaje separado de la Compañía de las Indias Orientales. Se embarcaron en el Trades Increase y zarparon de Surat el 11 de febrero de 1612 rumbo a Dabull, navegaron el Mar Rojo y el 3 de abril se encontraron con tres naves inglesas bajo el mando del capitán John Saris. Dejaron el Mar Rojo en demanda de Tecú en Sumatra, donde llegaron el 19 de octubre y el 21 de diciembre a Bantén. 
El capitán Middleton determinó que su nave, el Trades-Increase, no estaba en condiciones de continuar navegando por lo que decidió carenarlo. Hawkins y familia embarcaron sus pertenencias en el Salomon y ellos fueron transbordados al Thomas que estaba bajo el mando del capitán Thomas Fuller. Zarparon de Bantén el 30 de enero de 1613, recalaron en Saldanha el 21 de abril de donde zarparon el 21 de mayo. Probablemente casi al final del viaje, Hawkins falleció a bordo. Sus restos fueron llevados a Irlanda donde fueron sepultados.
Su viuda, al año siguiente se casó con el capitán Gabriel Towerson y con él regresó a la India.